# Tehnološki institut Georgia
Tehnološki institut Georgia ili skraćeno Georgia Tech je javno istraživačko sveučilište u Atlanti, Georgiji. Dio je sveučilišnog sistema Georgije i provode svoja istraživanja u Savannahu;  Metzu u Francuskoj; u  Athloni u Irskoj; u Shenzhenu u Kini; i Singapuru.
Škola je osnovana u 1885. kao dio Tehnološke škole u Georgiji kao dio američke rekonstrukcije za izradu planova industrijske ekonomije poslije Američkog građanskog rata na jugu SAD-a. U početku je bilo ponuđeno samo mehaničko inženjerstvo. Od 1901. došla je kurikulumna reforma koja je imala plan proširiti i na električno, civilno i kemijsko inženjerstvo. Godine  1948. škola se unaprijedila iz strukovne škole u visoku da bi napravila veliku i više sposoban tehnološki institut i provodila razna istraživanja.
Danas, Georgia Tech je organizirana u 6 visokoškolskih specijaliziranih institucija i sadržava oko 31 učionicu koja uči znanosti i tehnologiji. Prepoznatljiv je po svojim studijskim programima u inženjerstvu,  računalstvu, administrativnim poslovima, znanostima i dizajnu. Georgia Tech je je zaulela 7. mjesto kao javna nacionalna sveučilišta u SAD-u, 34. među svim koledžima i sveučilištima u SAD-u po U.S. News & World Report razinama i 23. među svjetskim sveučilištima u svijetu po Times Higher Education razinama. Georgia Tech je također smatrana kao međunarodna visoka škola u inženjeringu. (4. u naciji) i poslovnim programima te je bila kao najbolje "inteligentnija" javna škola u Americi (bazirana na visokim postignutim rezultatima na testu).

## Vanjske poveznice
Georgia Tech - official page